# Orijent (slobodno zidarstvo)
Orijent je izraz u slobodnom zidarstvu koji označava naselje u kojem najmanje jedna loža slobodnih zidara ima sjedište. Primjer: Loža "Sirius" u Orijentu Rijeka.
Više orijenata može činiti pokrajinsku veliku ložu.
Veliki orijent (ekvivalnt velikoj loži) je neovisno i suvereno upravno tijelo bratstva ili druge slične organizirane skupine u određenom državi. Velike lože koje rabe ovaj izraz su Veliki orijent Francuske, Veliki orijent Italije, Veliki orijent Nizozemske i dr.
Izraz orijent ima dublje simboličko značenje u slobodnom zidarstvu jer se povezuje s pojmom istoka, odnosno Sunca koje simbolizira prosvjetljenje, znanje i duhovni razvoj. U slobodnozidarskim obredima, istok je često prikazan kao izvor svjetla i mudrosti, što dodatno ističe važnost ovog pojma.